# Rodalies de Barcelone
Rodalies de Barcelone (en catalan : Rodalies de Barcelona) est un service de transport public de train de banlieue dans l'aire métropolitaine de Barcelone. Il y a deux compagnies qui offrent des services de banlieue : les Chemins de fer de la généralité de Catalogne (FGC) et Rodalies de Catalunya, exploité par la Renfe.
La Renfe assure les services des lignes d'écartement ibérique qui appartiennent à ADIF. Depuis le 1er janvier 2010, la Généralité de Catalogne gère le service de Rodalies Renfe en Catalogne. Avec ce transfert, le nom du service offert par la Renfe est passé de Rodalies Barcelona à Rodalies de Catalunya.
Les billets sont intégrés au système tarifaire, coordonné par l'Autorité du Transport Métropolitain (ATM), et permettent de se connecter à d'autres lignes, de métro FGC-Renfe, métro, tramway et bus.

## Services de Rodalies
Il existe 21 services, 8 gérés par Renfe et 13 par la FGC, sur les 13 seulement 4 sont des rodalies, les 9 restants sont des lignes de banlieue. Toutes les lignes de la FGC partent de Plaça Catalunya ou Plaça Espanya. Les deux réseaux relient la gare de Bellvitge / Gornal et Martorell-Central ou Martorell Central; et Plaça de Catalunya, Volpelleres, Terrassa Estació del Nord et Sabadell Nord.
| Ligne         | Terminus                                   | Terminus                                    | Exploitant | Service actuel | Gares | Longueur (en km) | Écartement (mm) | Tracé |
| ------------- | ------------------------------------------ | ------------------------------------------- | ---------- | -------------- | ----- | ---------------- | --------------- | ----- |
|               | Molins de Rei                              | Maçanet-Massanes                            | Renfe      | 1980           | 31    | 90               | 1.668           |       |
|               | Castelldefels                              | Granollers Centre                           | Renfe      | 1980           | 32    | 133              | 1.668           |       |
|               | Aéroport                                   | Maçanet-Massanes                            | Renfe      | 1980           | 32    | 133              | 1.668           |       |
|               | Sant Vicenç Calders / Vilanova i la Geltrú | Gare de France                              | Renfe      | 1980           | 32    | 133              | 1.668           |       |
|               | l'Hospitalet de Llobregat                  | Vic / Puigcerdà / Latour-de-Carol - Enveitg | Renfe      | 1980           | 34    | 77               | 1.668           |       |
|               | Sant Vicenç de Calders                     | Manresa                                     | Renfe      | 1980           | 39    |                  | 1.668           |       |
| R5 barcelona  | Pl. Espanya                                | Manresa-Baixador                            | FGC        |                | 28    |                  | 1.000           |       |
| R50 barcelona | Pl. Espanya                                | Manresa-Baixador                            | FGC        | 2013           | 20    |                  | 1.000           |       |
| R6 barcelona  | Pl. Espanya                                | Igualada                                    | FGC        |                | 28    |                  | 1.000           |       |
| R60 barcelona | Pl. Espanya                                | Igualada                                    | FGC        | 2013           | 21    |                  | 1.000           |       |
|               | Sant Andreu Arenal                         | Cerdanyola Université                       | Renfe      | 2005           | 14    | 44               | 1.668           |       |
| R8 barcelona  | Martorell-Central                          | Granollers Centre                           | Renfe      | 2011           | 8     | 38               | 1.668           |       |
| S1 barcelona  | Pl. Catalunya                              | Terrassa-Nacions Unides                     | FGC        |                | 19    |                  | 1.435           |       |
| S2 barcelona  | Pl. Catalunya                              | Sabadell-Parc del Nord                      | FGC        |                | 21    |                  | 1.435           |       |
| S3 barcelona  | Pl. Espanya                                | Can Ros                                     | FGC        |                | 15    |                  | 1.000           |       |
| S4 barcelona  | Pl. Espanya                                | Olesa de Montserrat                         | FGC        |                | 24    |                  | 1.000           |       |
| S8 barcelona  | Pl. Espanya                                | Martorell-Enllaç                            | FGC        |                | 22    |                  | 1.000           |       |
| S9 barcelona  | Pl. Espanya                                | Quatre Camins                               | FGC        |                | 16    |                  | 1.000           |       |

La nuit, les bus de nuit dans la zone métropolitaine de Barcelone constituent une alternative partielle à ces services.

## Galerie

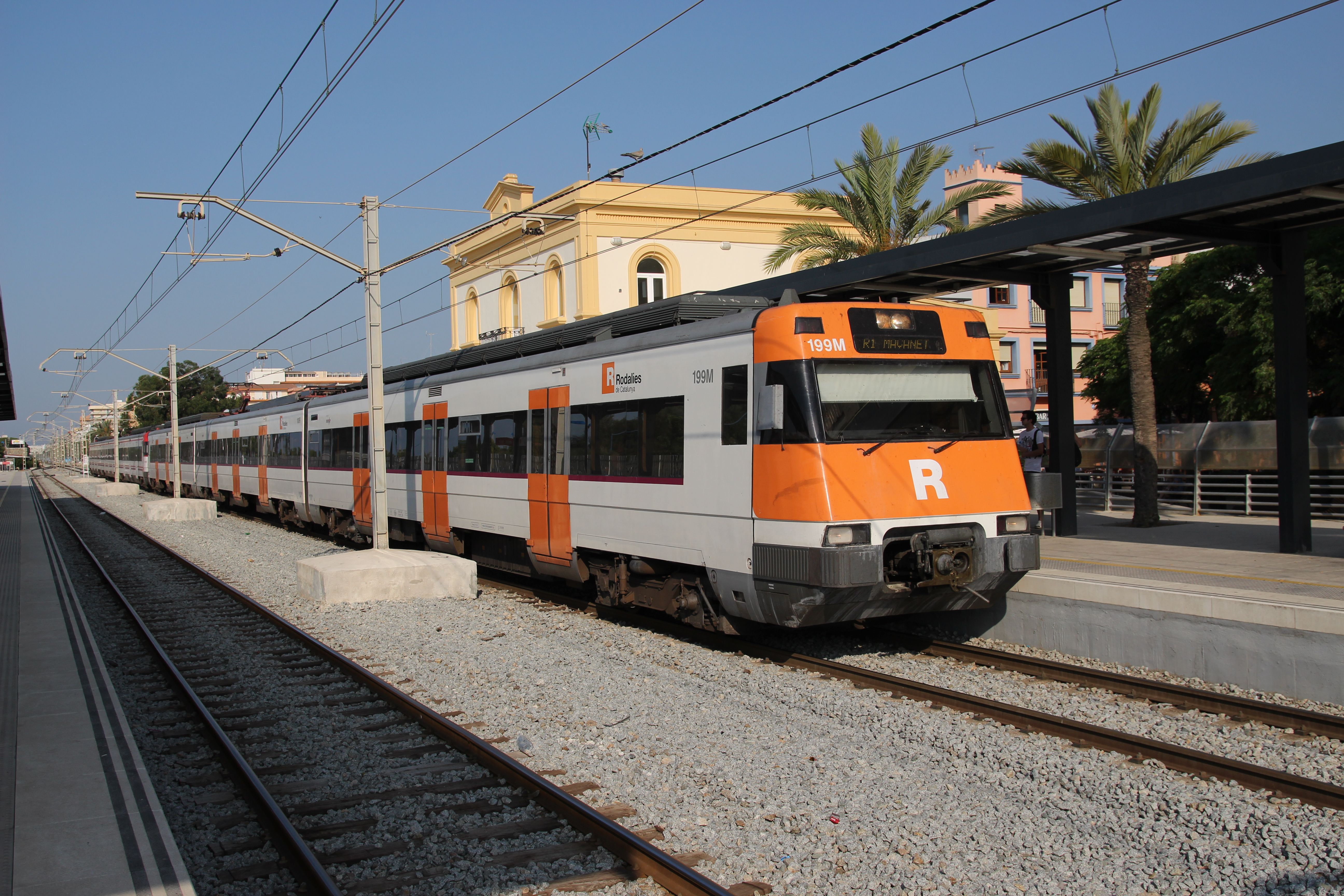
R1 à Malgrat de Mar
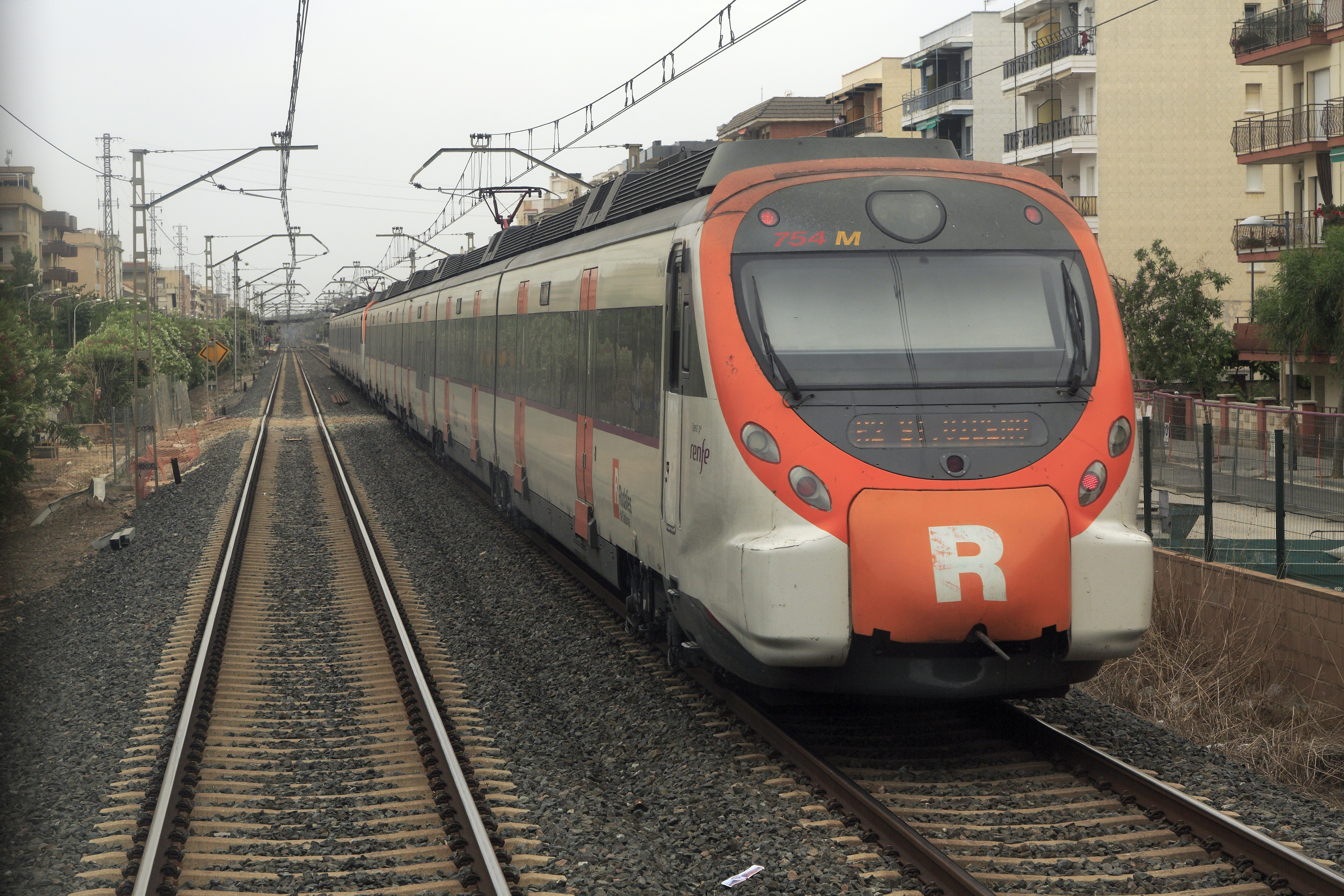
R2 à Cubelles
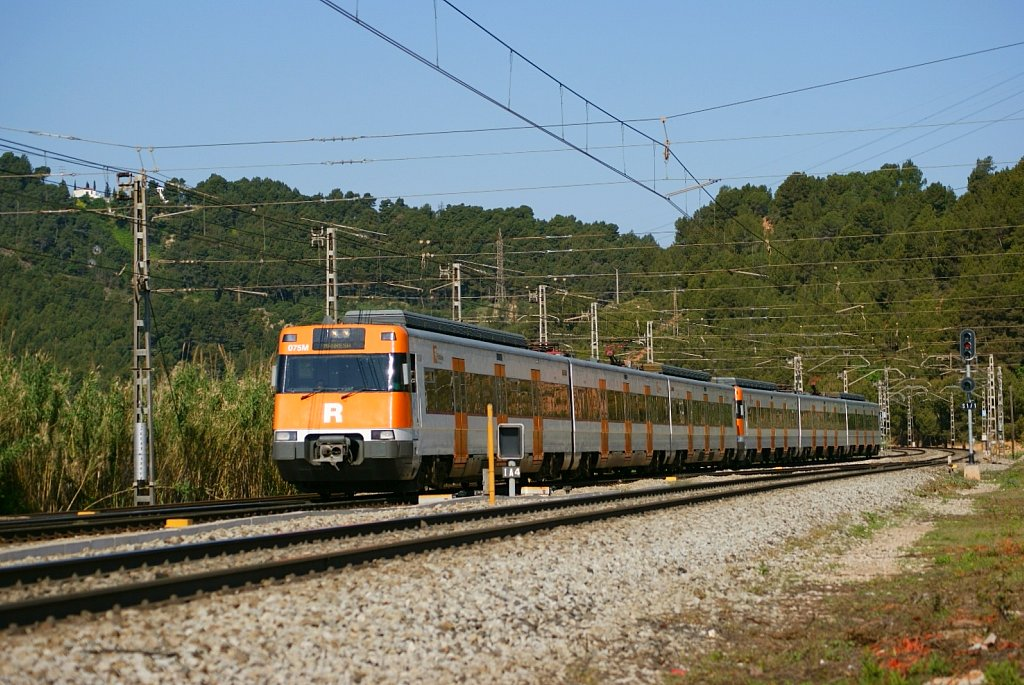
R4 à Castellbisbal
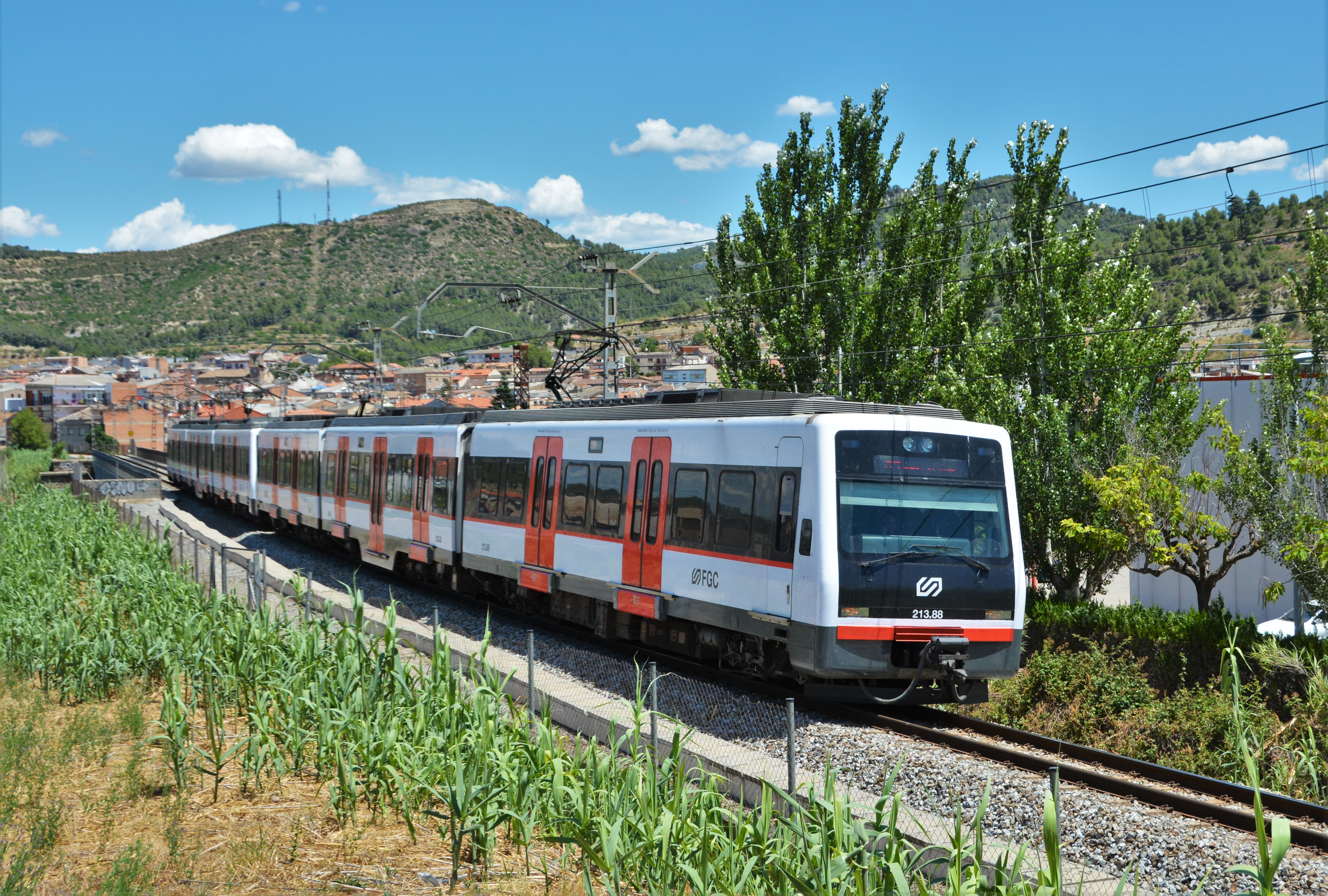
R5 à Sant Vicenç de Castellet
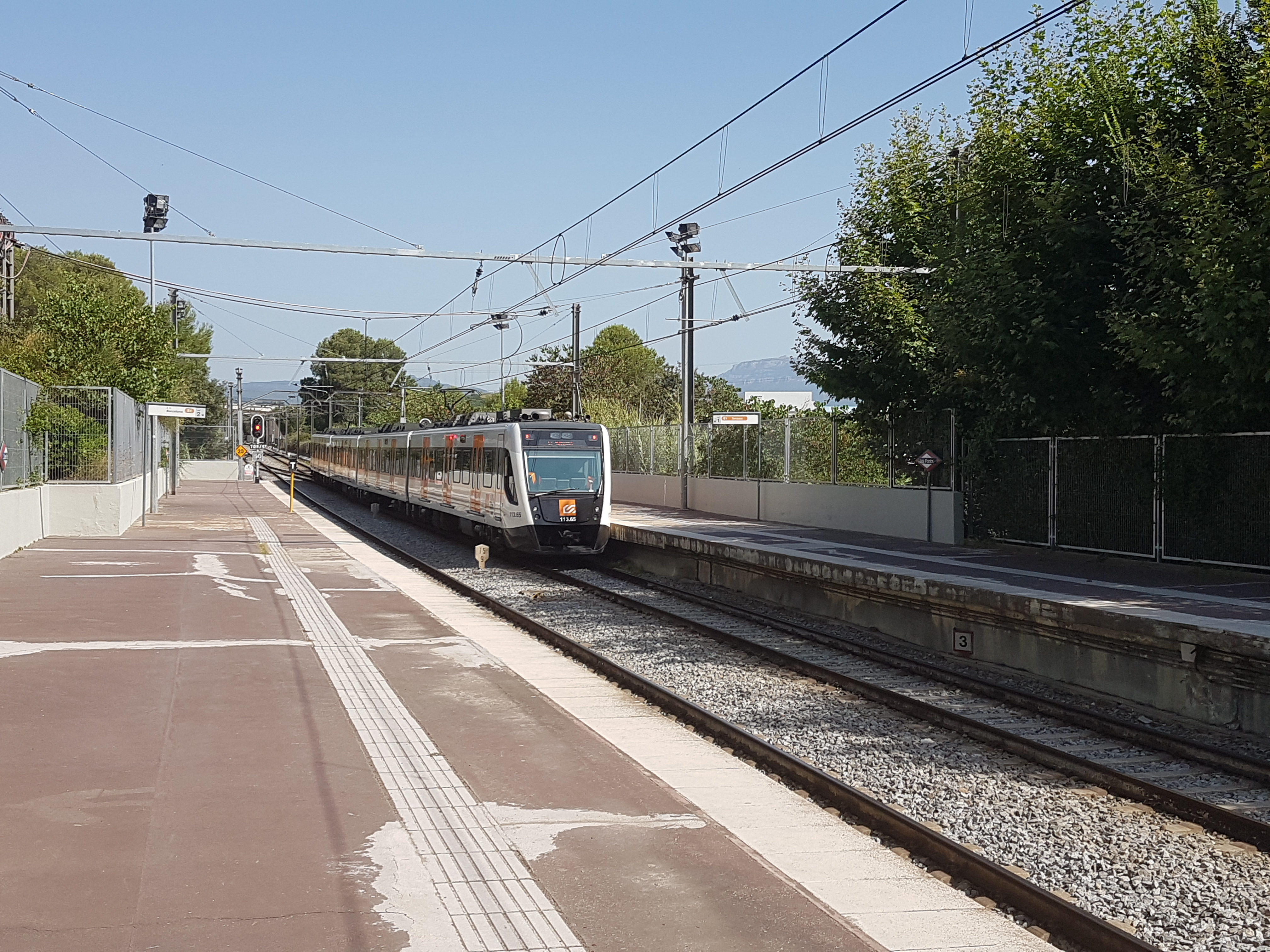
S1 à Terrassa

## Infrastructure

### Gares

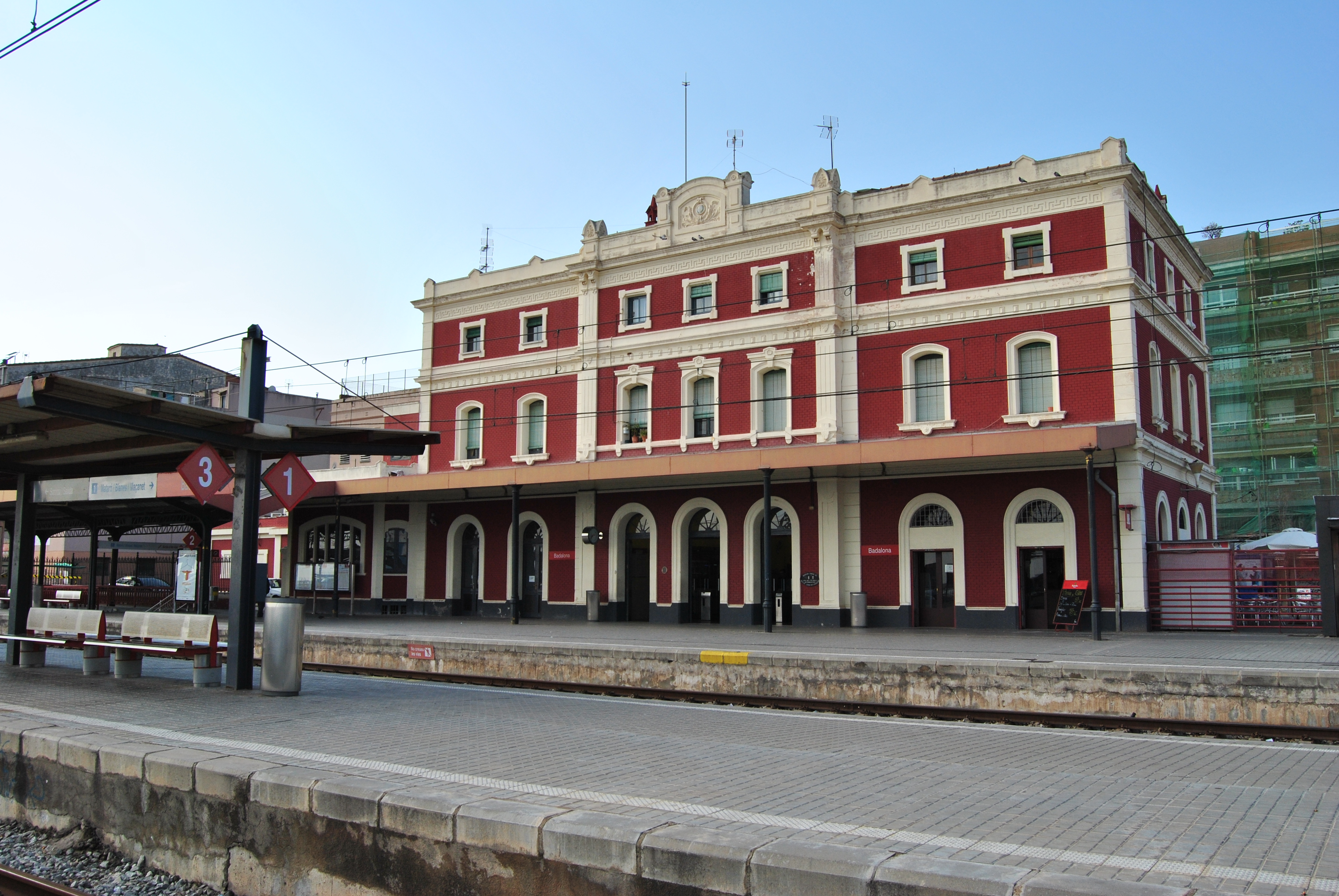
Gare de Badalona

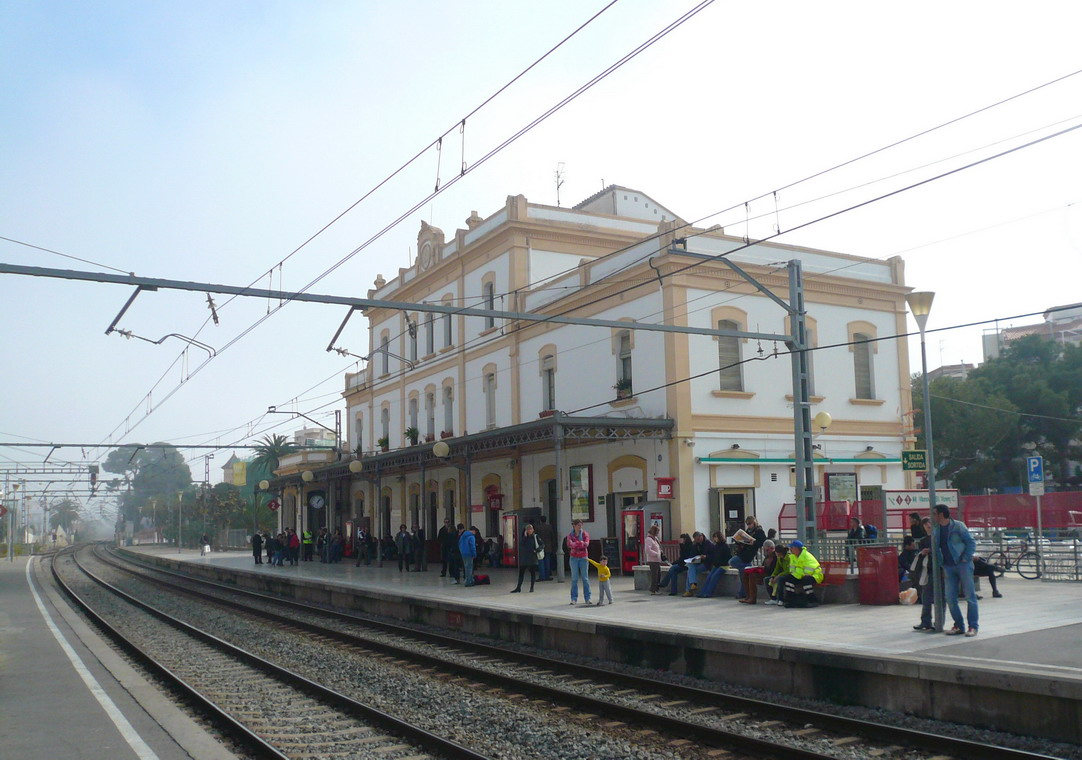
Gare de Sitges

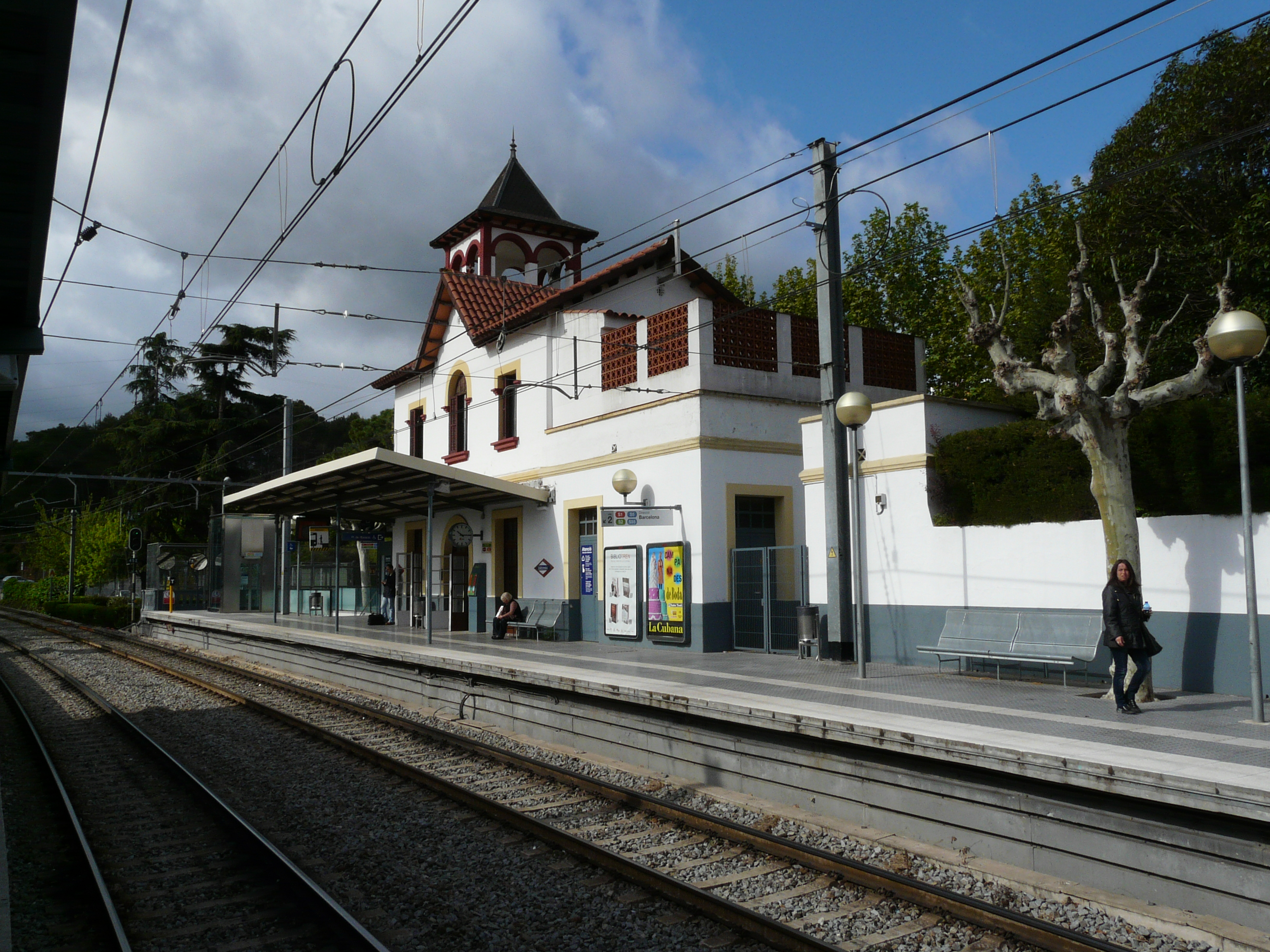
Gare de Valldoreix

Dans les lignes Renfe, Renfe Operadora est l'exploitant des lignes, mais les gares et les voies appartiennent à ADIF, les deux sociétés du Ministère de l'Équipement.
Les deux réseaux totalisent 228 stations réparties sur 15 lignes. La plupart des stations sont situées à l'extérieur de Barcelone et sont configurées avec des voies centrales et deux quais latéraux, il y a plusieurs stations qui possède plus de deux voies. En ce qui concerne les gares d'ADIF, certaines d'entre elles ont encore des passages à niveau, comme la gare de Granollers-Canovelles et la plupart ne sont pas adaptées.
Sur les quais des gares FGC, il est possible de voir plusieurs affiches en forme de losange avec le fond blanc, le contour rouge et une barre bleue avec le nom de la station sur la ligne Barcelone - Vallès, héritée de l'ancien Société privée qui exploitait la ligne. Sur la ligne Llobregat - Anoia, en revanche, les affiches sont de forme rectangulaire blanche avec la seule inscription noire du nom de la station. Dans les gares Renfe, l’affiche est généralement plus grande, rectangulaire, rouge et blanche et utilise une affiche similaire de plus grandes dimensions pour la façade principale de la gare.
Toutes les gares d'ADIF à Barcelone sont enterrées excepté la gare de Barcelone-França, la gare de Sant Andreu Comtal et la gare de Torre del Baró. Les gares de Vic, Sabadell Centre et Nord, Terrassa, Montmeló, El Prat de Llobregat et Vilafranca del Penedès sont également enterrées, ces deux dernières en raison de l'arrivée des trains à grande vitesse. Les gares de Montcada i Reixac, de Bellvitge, de L'Hospitalet de Llobregat, de Sant Feliu de Llobregat, de Sant Andreu Comtal, de Sitges et de l'aéroport seront bientôt enterrées, dans le but d'améliorer l'intégration des installations ferroviaires dans les villes respectives. Dans les prochaines extensions du réseau, plusieurs gares seront construites, telles que les gares Barcelone-La Sagrera, La Torrassa, la nouvelle gare de l'aéroport sous le terminal T1 ou les stations de la nouvelle ligne Orbital (LOF), entre autres. La plupart des stations FGC à Barcelone et à L'Hospitalet sont enterrées ainsi que: Rubí, Terrassa-Rambla, Sabadell-Rambla, Pallejà, Sant Andreu de la Barca et Manresa-Viladordis.

### Améliorations et accessibilité
À la suite de l’approbation du Code d’accessibilité par le décret 135/1995 du 24 mars 2006, l’ensemble du réseau ferroviaire doit être accessible aux personnes à mobilité réduite.
Le réseau de FGC actuellement arrive à 100% d'adaptation des gares du réseau métropolitain (76 sur 76 gares métro et rodalia), cela a fait que l'entreprise a été récompensé avec différents prix et elle a adhéré au programme européen "Designer pour tout le monde". Ça se traduit par l'adaptation systématique de toutes les installations et les équipements de nouvelle construction ou qui se doivent soumettre à un remodelage intégral.
Contrairement à FGC, les gares de Renfe-ADIF n'ont pas été mises à jour, à l'exception des plus grandes qui ont été renouvelées par des extensions de services telles que la gare de Barcelona-Sants, de Vilafranca del Penedès, de Plaça Catalunya.
Le Ministère de l'Équipement a annoncé son intention d'investir 125 millions d'euros dans l'amélioration des installations et de l'accessibilité dans les gares. 38 stations seront réaménagées, notamment à Barcelone, et l’accessibilité augmentera dans 12 stations. Dans ces gares, il y a encore des marches vers le niveau, des marches seront construites à un niveau différent, équipées de doubles escalateurs. L’une des interventions les plus importantes est le remodelage et l’augmentation de la taille des halls d’accueil, ainsi que l’amélioration de l’accessibilité, de la gare d'Arc de Triomf et des travaux à la gare de Passeig de Gràcia. Toutes les stations dont les quais n'ont pas la hauteur nécessaire augmenteront. Sur certaines lignes, des trains Civia circulent, des trains nouvellement adaptés, mais comme de nombreuses gares ne sont pas adaptées, l’adaptation de ces trains n'est pas bonne.

### Écartement des voies

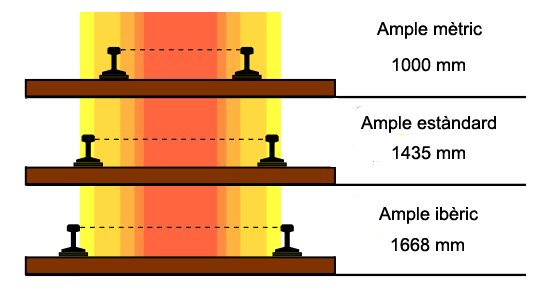
Écartement des voies

Quant à l'écartement des voies les lignes de la Ligne Barcelone-Vallès de FGC circulent sur des voies à écartement standard (1435 mm), bien qu'ils aient été construites avec un écartement ibérique. Les lignes de la Ligne Llobregat-Anoia (FGC) sont à voie métrique (1000 mm), pour cette raison elle a gagné le surnom de el carrilet. Et les voies du réseau de la Renfe sont d'écartement ibérique (1668 mm).

### Le réseau à Barcelone
Traditionnellement, toutes les lignes de la RENFE et de la FGC ont traversé Barcelone. À l'heure actuelle, elles le font toutes à l'exception de la ligne 8 et à l'avenir de la ligne orbitale projetée (LOF). Toutes les lignes de la Renfe s'arrêtent à la gare de Barcelone-Sants et les sept autres stations de la capitale, il n'y a pas toutes les lignes qui passent car la ligne R2 passent dans le tunnel situé sous la rue Aragon (Tunnel d'Aragon) pour se rendre à la gare de Passeig de Gràcia. Il y a actuellement deux stations en construction ou à construire, toutes deux situées dans le quartier de La Sagrera.
Aussi, un troisième tunnel d'écartement standard est également en construction, il doit traverser la ville et rejoindre les gares de Barcelone-Sants et de Sagrera-TAV. Le tunnel passera sous la Rue Provença et au-delà de l'Avenue Diagonal sous la Rue Mallorca, en passant tout près de la Sagrada Família.
Outre les tunnels d'ADIF (Rodalies Renfe), il existe également les tunnels de FGC. D'une part, une partie de la Plaça Espanya menant au Baix Llobregat sous la Gran Via de les Corts Catalanes et l'autre partie de la Plaça Catalunya, exactement en dessous de la Rue Pelai, puis de la Rue de Balmes en direction de Vallès. Les deux lignes n'ont pas de station de liaison et la ligne du Baix Llobregat est donc étendue jusqu'à la Place de Francesc Macià. La boucle de Gràcia, le tunnel de Horta et le tunnel de Montcada font également l’objet de nouvelles sorties dans le tunnel de Vallès qui pourrait s’effondrer à l’avenir.

## Matériel moteur

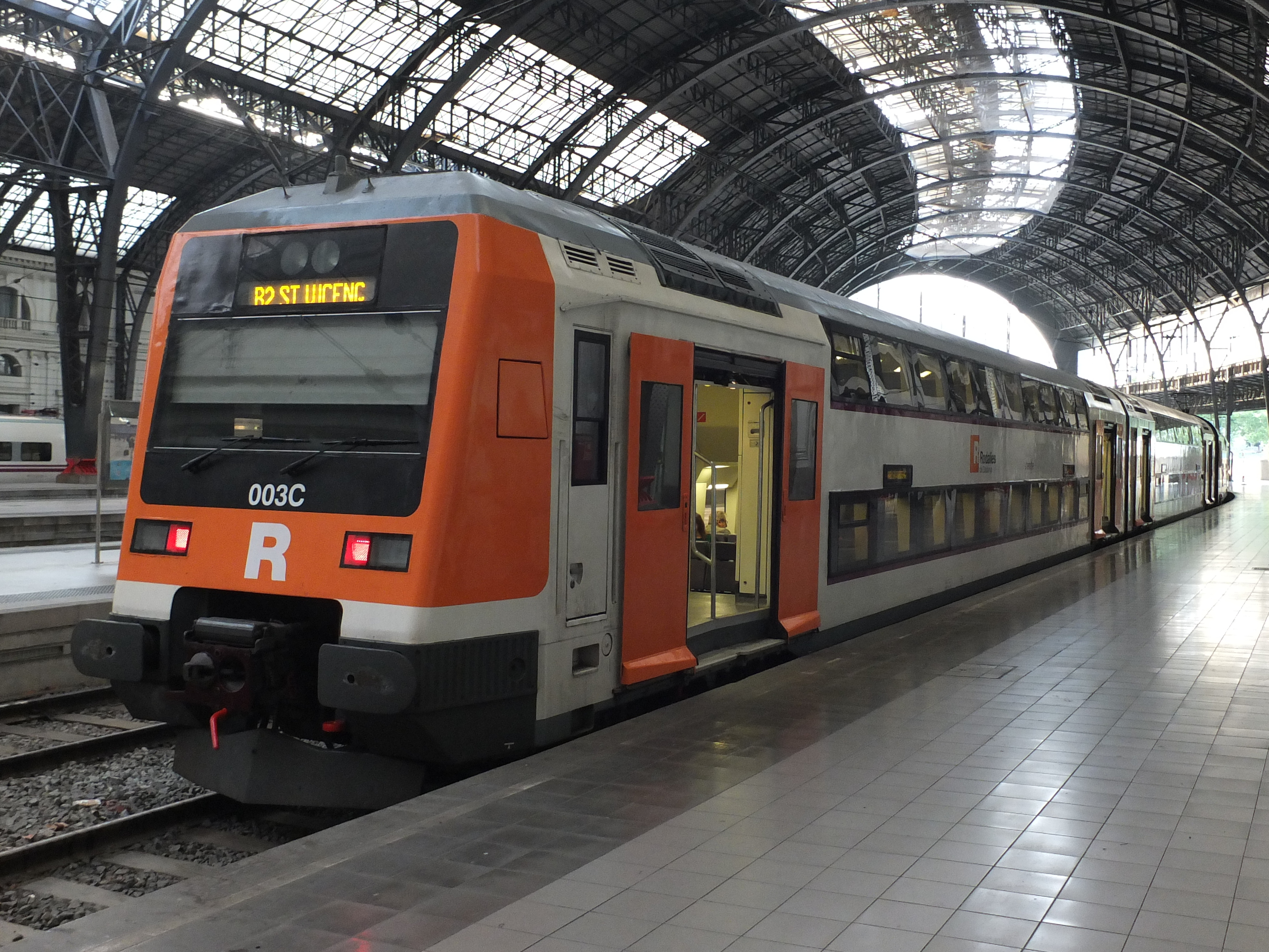
Unité 451 de la Renfe

Le matériel moteur de la Renfe est composé de:
- Série 463, 464 et 465: matériel Civia, fabriqués par CAF et Alstom, sont les plus modernes qui circulent sur le réseau.
- Série 447: elles servent dans toutes les lignes exploitées par la Renfe.
- Série 440: c'est la série la plus ancienne du réseau barcelonais et actuellement seulement circulent des unités 440R, qui ont été réformées, depuis début 2008 les unités non reformées ont cessé de circuler. La 440.131 se trouve écartée à Sant Andreu Comtal et la 440.132 au TCR de Vilanova et la Geltrú. Actuellement déjà il n'y a plus aucune unités de 440R qui circule depuis l'été 2010.
- Série 450/451: ce sont des trains à deux étages à 6 voitures pour les séries 450 et à 3 voitures pour les séries 451.

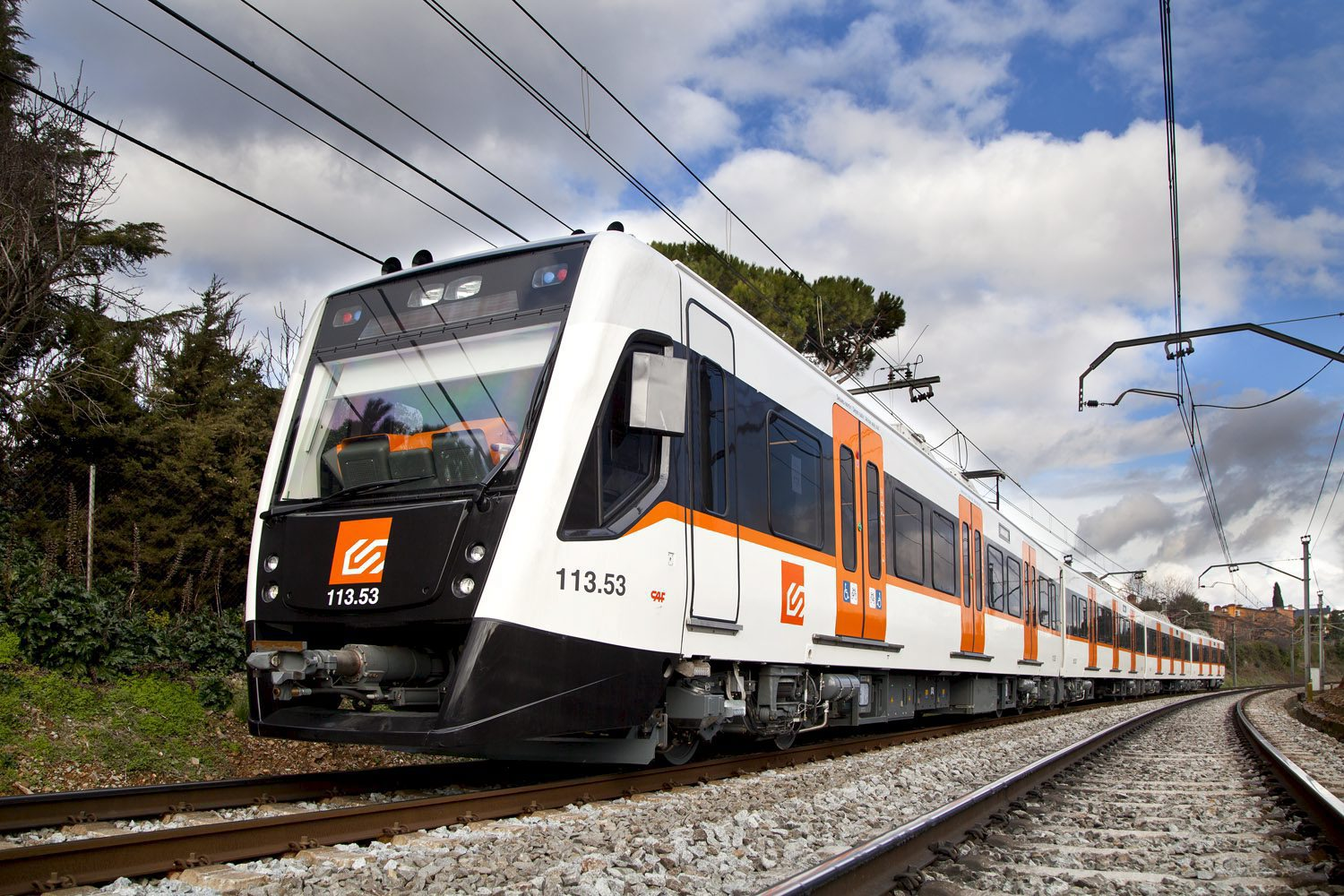
Série 113 de FGC

### Chemins de fer de la Généralité de Catalogne
Le matériel de FGC est composé de:
- 112 FGC
- 113 FGC
- 114 FGC
- 213 FGC: ils ont été bâtis par CAF et l'ancienne Adtranz. Ils atteignent une vitesse maximale de 90 km/h, ils peuvent circuler sur les lignes R5 et R6.

## Territoire couvert
Actuellement, il y a 32 comarques en Catalogne qui ont au moins une gare ferroviaire, il y a en 14 qui sont desservies par le service de rodalia de Barcelone. Il y a 18 comarques qui ont des gares de lignes de moyenne ou longue distance et 9 comarques qui n'ont aucun type de gare.

### Comarques étant desservies par la rodalia de Barcelone
- Alt Penedès
- Anoia
- Bages
- Baix Llobregat
- Baix Penedès
- Basse-Cerdagne1
- Barcelonès
- Garraf
- Maresme
- Osona1
- Ripollès1
- Selva1
- Vallès Occidental
- Vallès Oriental

1. Les comarques dont toutes les gares, ou certaines d'entre elles, ne disposent pas d'un système intégré ATM à Barcelone.